# Club Gabardino
Club Gabardino – druga płyta zespołu Langhorns.

## Lista utworów
1. Surf '99
2. Switchblade
3. Club Gabardino
4. The Victor
5. Point Neuf
6. Stake Out
7. Dauphin
8. Wet Wedding
9. Aspiración
10. Power Grip
11. El Duro
12. Fuzzball
13. Pit Stop Stampede
14. Pall Mall
15. Untitled